# Île aux Basques
L’île aux Basques est une île qui s'est formée lors de la glaciation du Wisconsin, elle est située dans l'estuaire maritime du Saint-Laurent. Celle-ci est à environ 5 km au nord de Trois-Pistoles, dans la municipalité régionale de comté des Basques. Elle est, depuis son acquisition par la Société Provancher en 1929, une aire protégée en tant que refuge d'oiseaux migrateurs.
Fréquentée dès le VIIIe siècle par les Iroquoiens et les Algonquiens, qui s'y arrêtaient lors de leurs déplacements afin de prendre du repos et faire des échanges, l'île aux Basques devint l'un des premiers lieux de contact entre Européens et Amérindiens au Canada.
À partir de 1584 jusqu'en 1637 environ, elle fut occupée à plusieurs reprises et de façon saisonnière par les Basques, auxquels elle doit son nom.

## Géographie
Mesurant 2 kilomètres de longueur et 400 mètres de largeur, pour une superficie de 0,55 km2, cette étendue de terre, dont le point culminant est de 50 mètres au centre de l'île, est située dans la région physiographique des Appalaches, sur la rive sud du Saint-Laurent en face de la ville de Trois-Pistoles, à quelque 250 kilomètres à l'est de Québec.
La rive sud est bordée de quatre anses, ce qui lui donne une forme plus ondulée. Dans l'ordre, de l'est vers l'ouest, elle comprend l'anse du Banc de sable, l'anse Qui-pue, l'anse à Canots et l'anse à la Baleine. À côté de l'anse du Banc de sable, le lac Salé longe une partie de l'île.
Elle fait partie de la MRC Les Basques. L'île aux Basques avec les Razades forment un archipel de trois îles rocheuses. Cependant, elle est la seule des trois îles qui est boisée, possède une réserve d'eau douce et est fréquentée tout au long de l'année par de nombreuses espèces d'oiseaux. À marée basse, la rive sud laisse apparaître une importante vasière. La rive nord, qui correspond à la fin des Appalaches, est bordée d'une zone d'eau profonde qui s'étend sur environ 3 kilomètres.
En périphérie du territoire se trouvent plusieurs cayes et récifs, respectivement la caye de l'Est, le Petit récif, le récif aux Basques et le Gros récif. Également, le chenal, nommé Trou du basque, se situe à environ 1 km de l'île aux Basques.
Constituée d'ardoises et de grès à son extrémité nord-est, elle présente une physiographie variée, au relief légèrement accidenté d'une altitude maximale de 30 mètres. Les affleurements rocheux forment une ceinture continue autour de l'île, interrompus à plusieurs endroits par des grèves de galets et de sable. Les sols sont généralement très minces et surtout composés de sable et de matière organique.

## Flore
Malgré ses dimensions restreintes, l’île contient une grande variété de plantes. Elle compte 336 espèces différentes, réparties en 58 familles. Cette diversité s’explique par la géographie unique de l'île qui est située dans une zone de transition de l’estuaire du Saint-Laurent. À cet endroit s’effectue le passage de l’eau douce à l’eau salée.
En raison des conditions climatiques rigoureuses et de l'exposition de l'île aux vents violents du large, la flore de l'île est en partie de type nordique comme le montre la présence de 14 plantes arctiques.
L’île représente aussi une réserve importante de plantes autochtones. La plupart sont indigènes en raison de l'isolement et de la faible fréquentation des touristes. Parmi ces plantes rares se trouve notamment la violette à fleur blanche (Viola adunca), découverte par le botaniste canadien Jacques Rousseau en 1933, introuvable ailleurs au Québec.

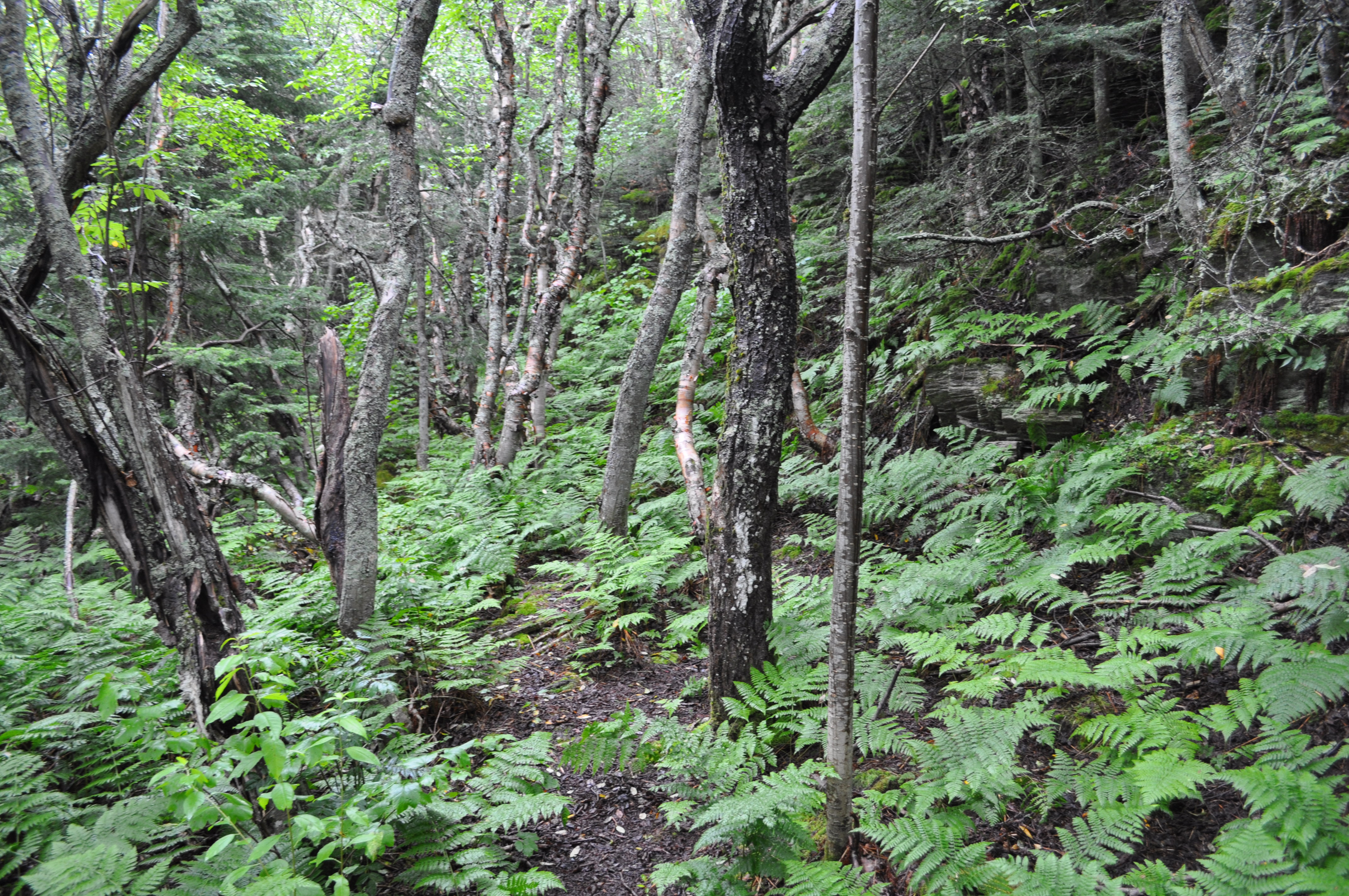
Forêt du versant nord de l'île aux Basques.

Dans un environnement de forêt mixte, les boisés à caractère boréal comprennent comme espèces dominantes le sapin baumier, l’épinette blanche et le bouleau à papier.
La flore mycologique de l’île aux Basques est abondante et riche. Sous les conifères, une vingtaine d'espèces de cortinaires ont été répertoriées, tandis que les milieux les moins pourvus en arbres sont parsemés d'amanites et de bolets, ces derniers se trouvant en milieu plus boisé. Deux espèces de champignons toxiques se rencontrent fréquemment, soit le paxille enroulé (Paxillus involutus) incorrectement appelé parfois chanterelle brune, et le scléroderme vulgaire ou scléroderme orangé (Scleroderma aurantium).
Apparentée à celle des régions forestières, cette flore se caractérise par la présence d'espèces rencontrées à l'île d'Anticosti et sur la Côte-Nord.

### Liste des plantes vasculaires de l'île aux Basques
Source : Société Provancher d'histoire naturelle du Canada

## Faune

### Oiseaux
L’île est un refuge d’oiseaux migrateurs comptant près de 229 espèces, ce qui en fait un site très prisé des ornithologues québécois.
Une quinzaine d’espèces aquatiques et terrestres y vivent à l’année, mais ce nombre augmente de façon drastique lors des migrations printanières avec l’arrivée de plusieurs espèces nicheuses. Les espèces plus communes sont l'eider à duvet, le cormoran à aigrettes, le grand héron, le goéland argenté et le goéland marin.
Certaines espèces rares dans l'estuaire du Saint-Laurent sont aussi observées régulièrement au pourtour de l'île, notamment le grèbe jougris, le fou de Bassan et l'eider à tête grise. L'espèce la plus spectaculaire est le balbuzard pêcheur qui a niché sur l'île régulièrement durant une trentaine d'années.

### Mammifères
Avant Cartier, des Basques occupaient l'île. Ces derniers y dépeçaient les baleines capturées à l'embouchure du Saguenay en prenant soin de bien récupérer leur huile. À l'époque, ces aventuriers chassaient notamment le phoque et le marsouin. Des vestiges de fourneaux, dans lesquels les pêcheurs faisaient fondre la graisse de leur prise, ont été d'ailleurs retrouvés.
Désormais, l’île abrite très peu de mammifères terrestres, car elle est reliée au continent quelques jours par année, durant la formation de ponts de glace pendant la période hivernale. Ces espèces se limitent, entre autres, au campagnol des champs, au lièvre d'Amérique et au renard roux.
Les eaux autour de l’île aux Basques sont reconnues comme un habitat permanent pour des mammifères marins tels les bélougas et les phoques communs (Phoca vitulina), le phoque gris (Halichoerus grypus), deux espèces d’odontocètes (cétacés à dents), le marsouin commun (Phocoena phocoena), ainsi qu’une espèce de mysticète (cétacé à fanons) et le petit rorqual (Balaenoptera acutorostrata).

## Histoire
Depuis 1500 av. J.-C., les Amérindiens ont occupé l’île aux Basques de façon saisonnière : chasse, cueillette et pêche aux phoques leur permettaient d’y vivre temporairement. Différents groupes algonquiens et iroquoiens y ont laissé des vestiges de leurs échanges, qui ont été découverts par des archéologues dans les années 1990. Grâce à cinq séries de fouilles archéologiques, plusieurs objets, dont des outils de chasse et des vases en terre cuite, ont été trouvés et témoignent de la longue présence iroquoise en ces lieux. L’emplacement de l’île, au carrefour du fleuve Saint-Laurent, de la rivière Saguenay, de la rivière Saint-Jean et de la rivière de Trois-Pistoles, a favorisé le commerce et le partage du territoire entre différents clans.
Cette île fut d'abord baptisée Île-de-la-Guerre par Alphonse de Saintonge, pilote royal de François Ier. Ce fut pour rappeler le massacre d’une tribu amérindienne de Stadaconé, peuple du chef amérindien Donnacona, par une tribu des Etchemins, qui s’y était déroulé bien avant l'arrivée des Européens. L'île apparaît pour la première fois dans des documents de cartographie en 1536, ce qui en fait probablement la première île canadienne décrite et cartographiée, à part l’archipel des Îles-de-la-Madeleine. Ces contours se révèlent également sur la mappemonde de l’Amérique du Nord publiée par Vollard en 1547.
C’est vers 1580 que les premiers bateaux basques sont arrivés sur l’île, en faisant ainsi un des premiers sites européens dans l'est du Canada. Ces derniers, attirés par l’abondance du phoque commun et de la baleine, l’ont occupée en saison estivale jusqu’en 1637, avant d'être délogés définitivement par les colons français. On y retrouve plusieurs traces d’échanges entre les Basques et les Amérindiens, telles que des perles de verre et des harpons. Les Basques se sont installés sur trois sites distincts, où ils ont construit des fours afin de faire fondre la graisse de leurs proies pour retourner en vendre l'huile au fort prix en Europe, comme l’attestent des archives à Bayonne, dans la portion française du Pays basque,.
L’histoire de cette île est également marquée par le passage du missionnaire jésuite Henri Nouvel qui s'y retire en 1664 pour être à l’abri des Iroquois. Propriété de Charles Denys de Vitré à partir de 1687, puis cédée au fondateur de Trois-Pistoles, Jean Rioux, en 1696, l'île aux Basques changea de main à de nombreuses reprises, avant de devenir la propriété de la Société Provancher qui voulait en faire une des toutes premières réserves naturelles protégées au Québec. En 2001, l'île a été désignée lieu historique national du Canada.

## Présence basque à l'île
Tant le manque d'espace au Pays basque que l'abondance de baleines dans le Saint-Laurent ont motivé la venue de pêcheurs basques sur l'île. En effet, le Pays basque faisait partie au XVIe siècle du Royaume de Navarre, qui fut divisé en 1513 entre la France et l’Espagne. Une suite de guerres et d’invasions ont poussé ce peuple de marins à explorer de plus en plus loin l’océan Atlantique et ses importantes populations de phoques, marsouins et baleines.
À partir de 1584 et jusqu'en 1637 environ, l'île fut occupée à plusieurs reprises et de façon saisonnière par les Basques, auxquels elle doit son nom. C’est à cet endroit qu’ils se procuraient de l'huile que les Européens utilisaient pour l'éclairage.  Des actes notariés de Bordeaux parlent de navires basques préparés pour la pêche à la baleine dans cette région de l'Amérique du Nord. Les Basques y pratiquaient également la traite avec les Amérindiens, ce qui en fait un des premiers lieux où l'on peut observer l'héritage de ces deux cultures. Ces faits proviennent de fouilles archéologiques effectuées dans les années 1990 à plusieurs endroits de l'île. On y retrouve les vestiges d'une fonderie, des vases en terre cuite iroquoïens et plusieurs fours à graisse dont trois furent restaurés pour des raisons touristiques.
Il subsiste aujourd’hui dans certaines langues amérindiennes des traces de ce contact. Le mot micmac « kea », qui signifie « fumée », détient la même orthographe et signification en langue basque. Le vocabulaire québécois possède aussi certaines racines basques, comme le mot « orignal », transmis par les Amérindiens, qui l’ont eux-mêmes adapté du basque « oreina ».

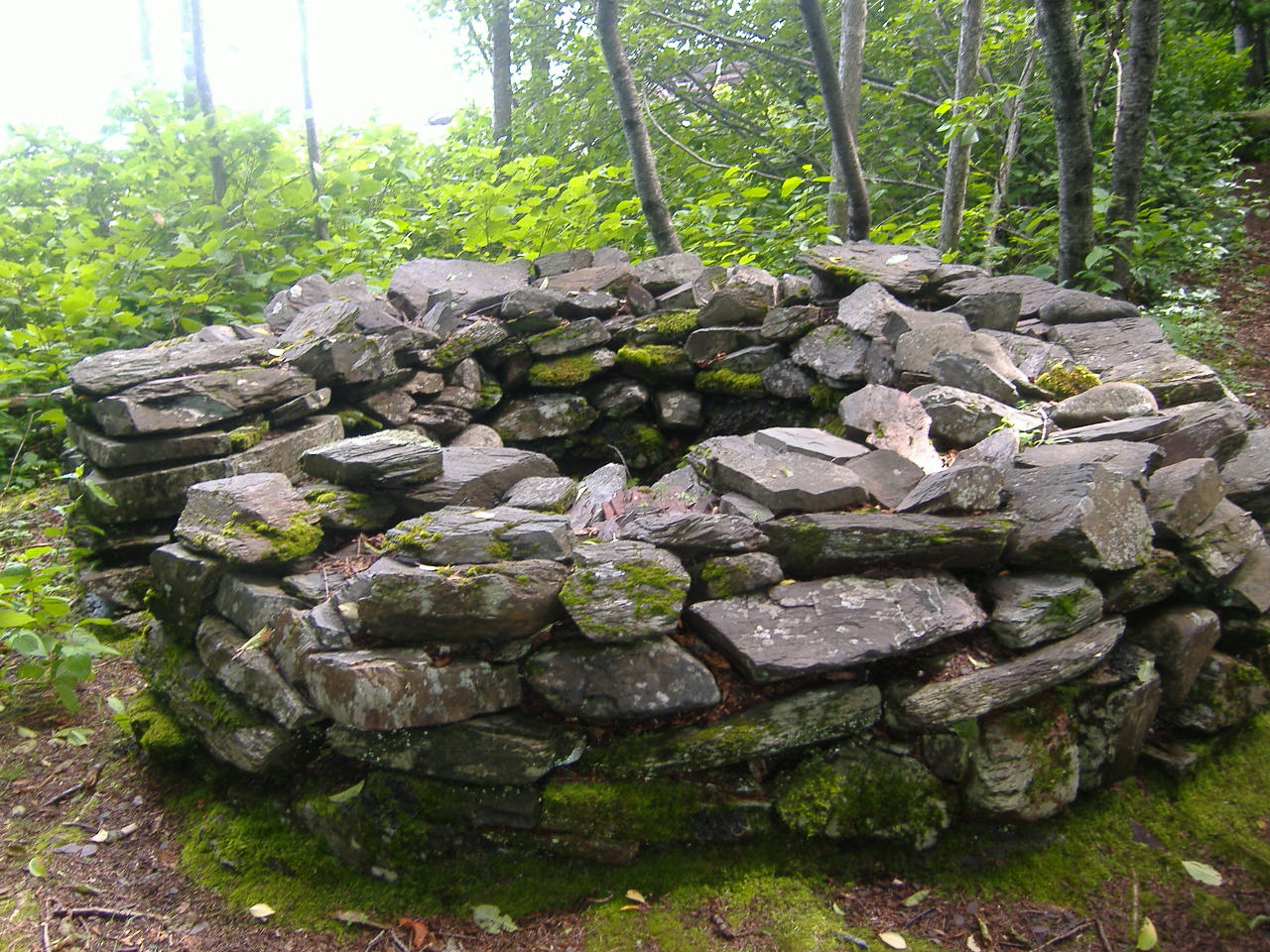
Vestige des Basques laissé lors d'un passage sur l'île : un fourneau servant à faire fondre la graisse de baleine.

## Statut actuel
L'île fut achetée par la Société Provancher d’histoire naturelle du Canada, qui en assure la conservation depuis 1929. Cette société, fondée en 1919, doit son nom à l'abbé Léon Provancher, naturaliste québécois. Elle vise « la protection et la gestion de milieux naturels, l’éducation et la diffusion des connaissances dans le domaine des sciences naturelles ». Elle chapeaute également d'autres sites naturels au Québec, dont les îles Razades et le territoire du Kamouraska.
Depuis le 5 juillet 2001, Parcs Canada considère l'île aux Basques comme étant un lieu historique national. Le Service canadien de la faune (SCF) lui confère également le statut de refuge d'oiseaux de l'Île aux Basques. En 2005, l'île est reconnue comme réserve naturelle par le gouvernement du Québec. Pour la préservation de ce milieu naturel et afin de limiter les risques de pollution, les commodités ne peuvent accueillir que 28 habitants.
Pendant la saison estivale, la Société Provancher offre aux visiteurs un service de navette en provenance de la ville de Trois-Pistoles. Il est aussi possible d'y effectuer des randonnées pédestres sur les deux kilomètres de sentiers disponibles et d'y observer faune, flore et vestiges historiques — notamment les trois fours datant de l'occupation amérindienne. Des visites guidées sont suggérées par la Société afin d'éduquer jeunes et moins jeunes à l'histoire et aux phénomènes naturels de l'île. La location de chalets fait également partie de l'éventail des services offerts aux vacanciers.